# ساندور يوهاس ناغي
ساندور يوهاس ناجي (بالمجرية: Juhász Nagy Sándor)‏ (و. 1883 – 1946 م) هو سياسي، ومحامي مجري، توفي في دبرتسن، عن عمر يناهز 63 عاماً.

## مناصب
تولى منصب عضو الجمعية الوطنية المجرية
.